# Alotropické modifikace železa
Alotropické modifikace železa je jeden z nejznámějších příkladů alotropie v kovech. Za atmosférického tlaku se vyskytují následující alotropické modifikace: železo α, železo β, železo γ a železo δ. Modifikace nazývaná železo ε vzniká z α-železa při tlaku nad 10 GPa.

## Charakteristika
Železo začne krystalizovat při chladnutí taveniny na úrovni teploty 1538 °C jako železo δ (často se označuje i jako vysokoteplotní modifikace železa α), které má kubickou prostorově středěnou strukturu (BCC).
Dalším ochlazováním se struktura mění na kubickou plošně středěnou (FCC) od teploty 1394 °C, která má název železo γ a je paramagnetická. Parametr atomové mřížky železa γ je přibližně 3,65×10−10 m.
Při 912 °C se krystalová struktura opět vrací na kubickou prostorově středěnou jako železo β, které je také paramagnetické. Ochlazení pod tzv. Curieovou teplotou nepřináší již žádnou změnu ve struktuře, zůstává kubická prostorově středěná struktura (BCC), která je ale již feromagnetická a označuje se jako železo α. Parametr atomové mřížky železa α (β) závisí na teplotě a vzrůstá až do 2,9×10−10 m. Nemagnetické železo má všechny elektronové spiny atomů v magnetické doméně orientované stejně. Avšak vliv okolních magnetických domén s jinak orientovanými spiny se vzájemně ruší. V zmagnetizovaném železe jsou elektronové spiny v doméně zarovnané, takže magnetický efekt okolních domén se znásobuje. I když každá doména obsahuje miliardu atomů, má rozměry přibližně v setinách milimetru.
Při tlaku přibližně nad 10 GPa a teplotě několik stovek kelvinů se železo α transformuje do těsně uspořádané mřížky šesterečné soustavy (HCP). Tato struktura se označuje jako železo ε. Železo γ se také může transformovat do železa ε, ale není nutné při tom působit tak vysokými tlaky. Tyto fáze se předpokládají v pevných částech planetárních jader. Předpokládá se, že Zemské jádro se skládá ze slitiny železo-nikl s fázemi ε.

## Některé fáze slitiny železo-uhlík
Železo tvoří s různými kovy a jinými prvky velmi důležitou sloučeninu. Nejdůležitější slitinu tvoří železo s uhlíkem buď jako ocel nebo jako technické železo resp. litinu. Podle další přídavných, tzv. legujících prvků, lze vytvořit mnoho druhů ocelí a litin s různými vlastnostmi. Pochopení vlastností alotropické modifikace železa je klíčem k výrobě kvalitní oceli.
Tuhý roztok uhlíku a železa α (resp. β, γ nebo δ) se nazývají ferit α (resp. ferit β, austenit nebo ferit δ).
Železo α je stabilní modifikace železa při pokojové teplotě. Je to měkký, duktilní materiál, ve kterém lze rozpustit velmi malé množství uhlíku; maximálně 0,021 % hm. při teplotě 910 °C. Větší rozpustnost uhlíku umožňuje až železo γ a to až do hodnoty 2,11 % hm. při 1146 °C.
Binární diagram železo-uhlík (fázový diagram Fe-Fe3C) popisuje rovnovážný binární systém, ve kterém lze v závislosti na obsahu uhlíku a teplotě odečíst fázové a strukturní přeměny ve slitině železo-uhlík.